# AT&T

Klassisches AT&T-Logo

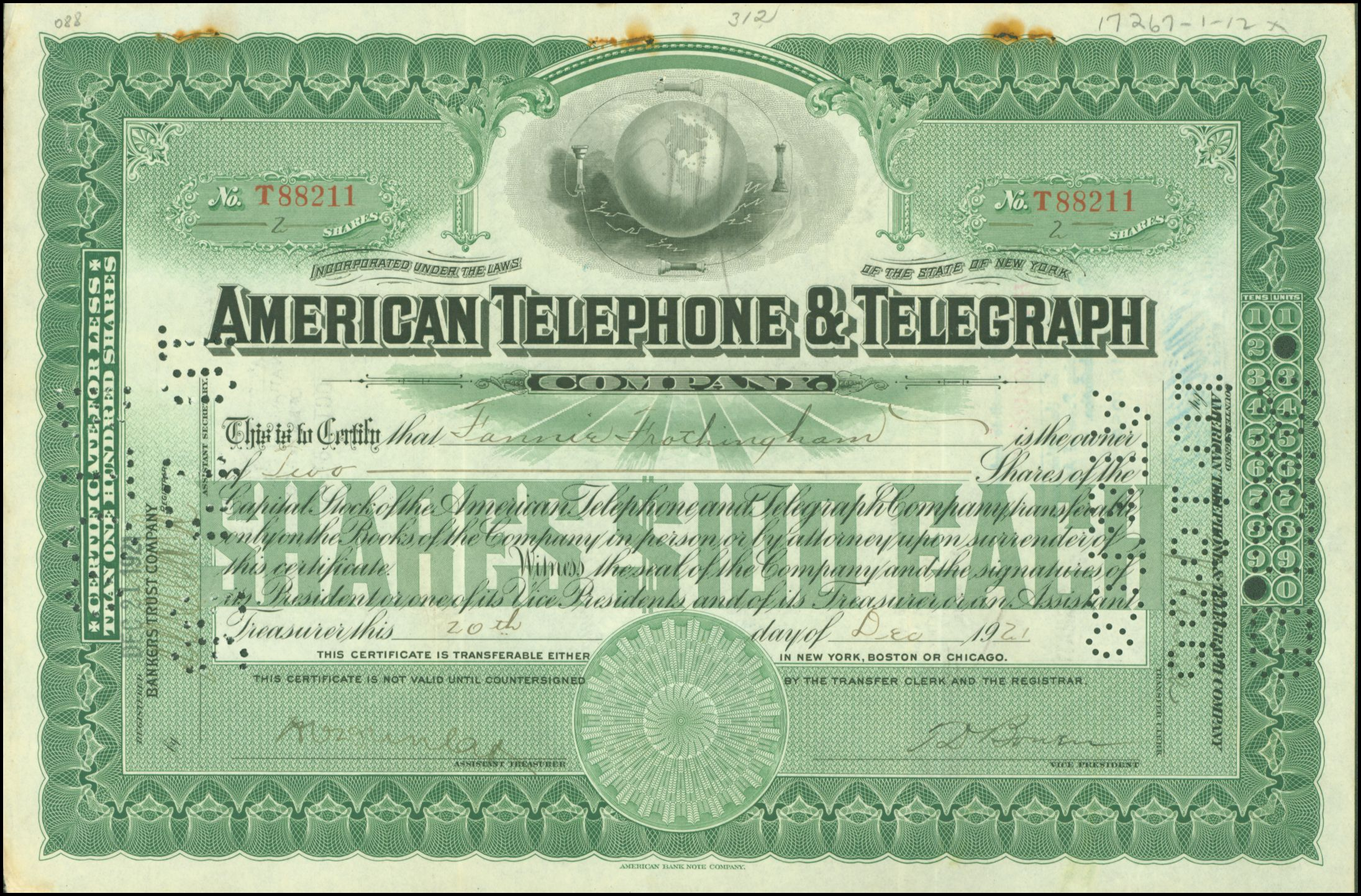
Aktie der American Telephone & Telegraph Company vom 20. Dezember 1921

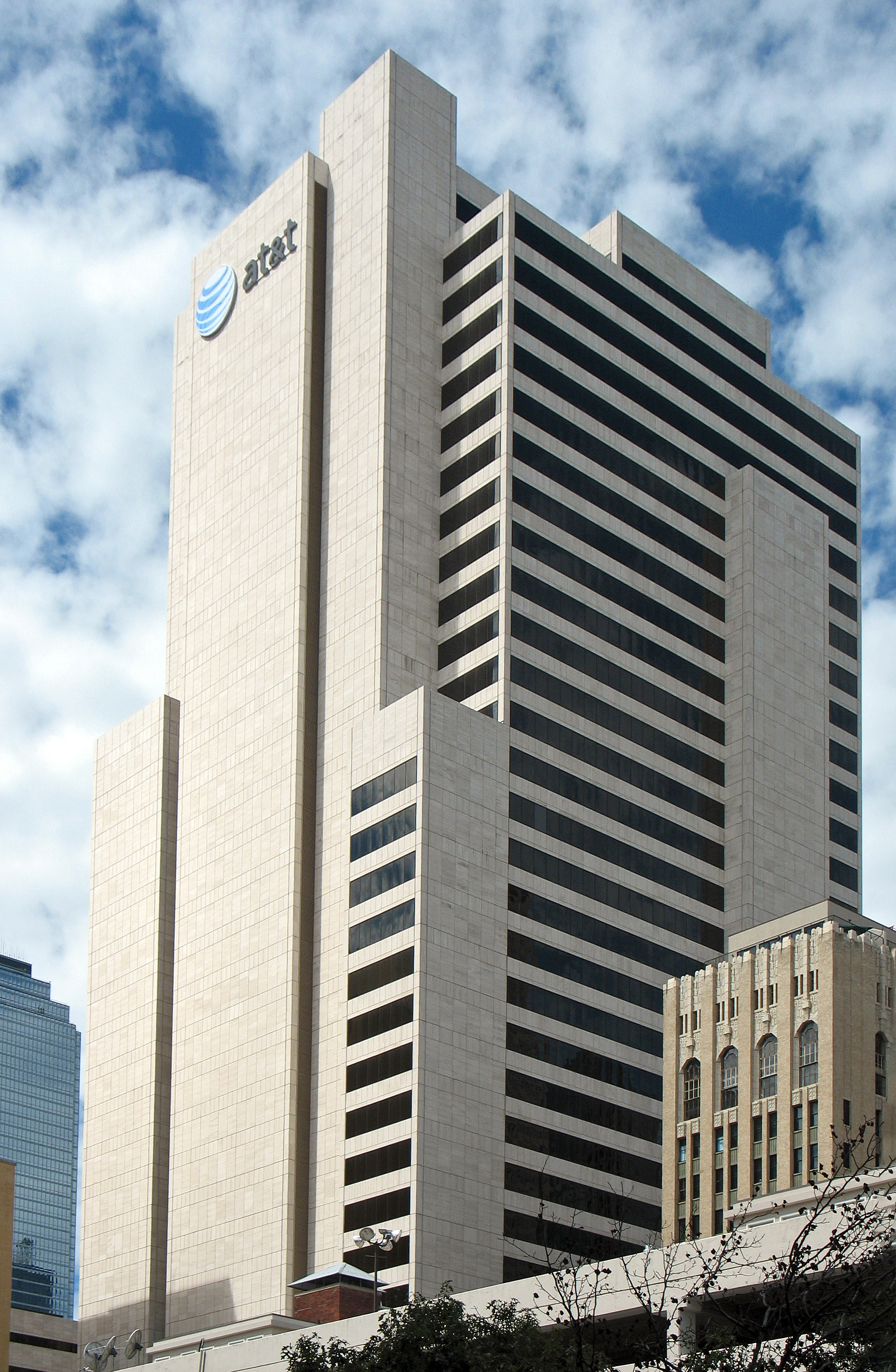
Konzernzentrale in Dallas

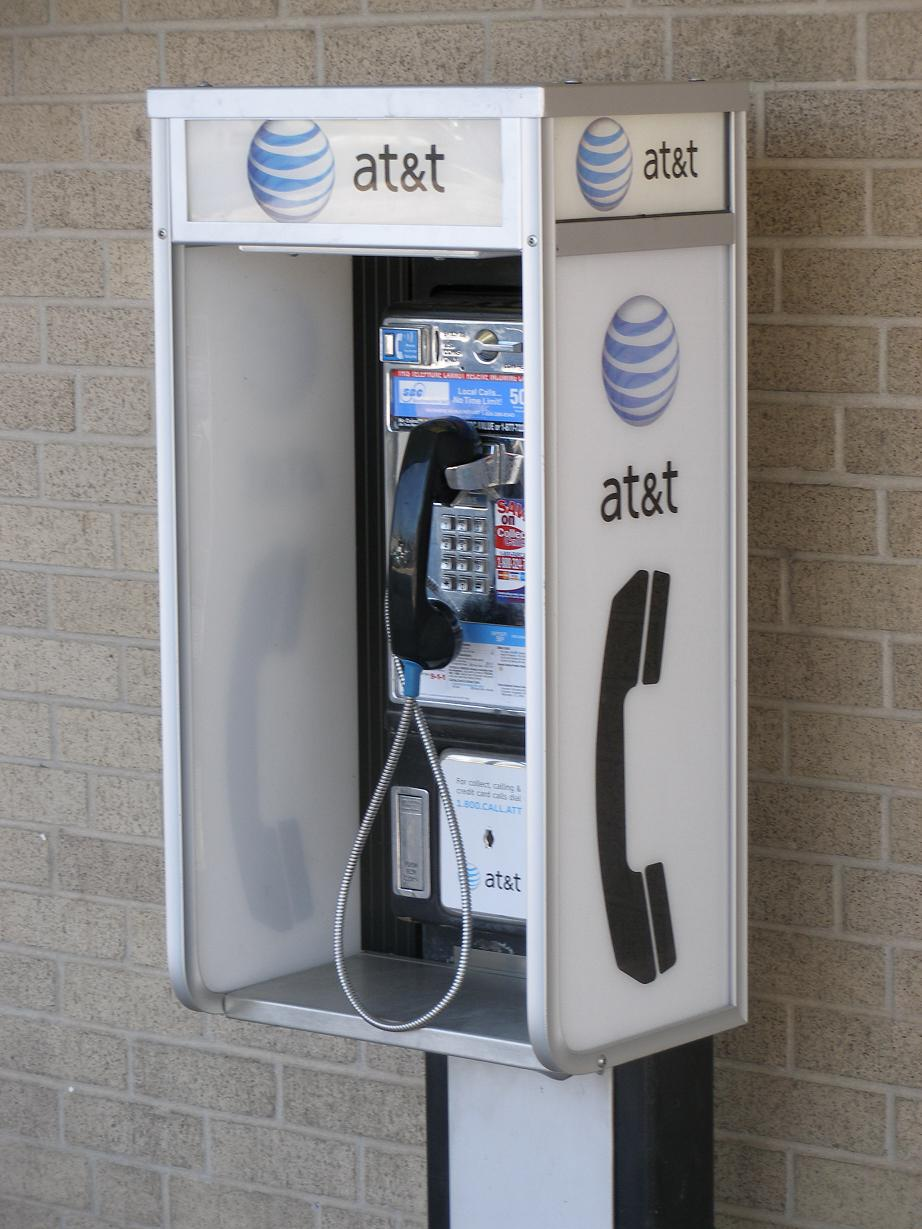
Von AT&T betriebene Telefonzelle

Die AT&T Inc. [ˌeɪtiːənˈtiː] (ursprünglich englisch American Telephone and Telegraph Company) ist ein nordamerikanischer Telekommunikationskonzern. AT&T stellt neben Telefon-, Daten- und Videotelekommunikation auch Mobilfunk und Internetdienstleistungen für Unternehmen, Privatkunden und Regierungsorganisationen zur Verfügung.
AT&T hatte lange Zeit eine Monopolstellung in den USA und Kanada. Daher war die Firma auch lange die größte Telefongesellschaft der Welt und der weltgrößte Kabelfernsehbetreiber. Die Gesellschaft beschäftigte zeitweise mehr als eine Million Mitarbeiter.
Mit einem Umsatz von 163 Milliarden US-Dollar, bei einem Gewinn von 17,3 Mrd. USD, steht AT&T laut Forbes Global 2000 auf Platz 20 der weltgrößten Unternehmen (Stand: Geschäftsjahr 2021). Das Unternehmen kam Anfang 2017 auf eine Marktkapitalisierung von 249 Mrd. USD, womit es das wertvollste Telekommunikationsunternehmen weltweit ist.

## Geschichte

### Ursprünge
Die Gründung der Bell Telephone Company 1877 ersetzte eine Vereinbarung zwischen Alexander Graham Bell und seinen Finanziers, Gardiner Greene Hubbard und Thomas S. Sanders (1839–1911). Im März 1879 wurde das Unternehmen zur National Bell Telephone Company und im März 1880 zur American Bell Telephone Company umbenannt. Im Jahre 1881 hatte das Unternehmen bereits eine Mehrheitsbeteiligung an der Western Electric Company der Western Union. Nur drei Jahre zuvor hatte Western Union das Angebot von Gardiner Hubbard ausgeschlagen, alle Rechte am Telefon für $100.000 zu erwerben.
Die American Telephone and Telegraph Company (kurz: AT&T) wurde am 3. März 1885 als Tochterunternehmen gegründet, um das erste Fernsprechnetz des Landes zu betreiben. Angefangen in New York, erreichte das Telefonnetz 1892 Chicago und 1915 San Francisco.

„Die Inbetriebnahme des ersten auf weite Entfernung berechneten Telephonsystems westlich vom Staate New-York fand am 17. August [1889] mit gutem Erfolg in der Stadt Chicago statt. An diesem Tage eröffnete die American Telephone and Telegraph Company ihre Hauptlinie zwischen Chicago und Milwaukee, also auf eine Entfernung von 80 Meilen (128 Km.)“

Transatlantische Verbindungen wurden ab 1927 mittels Funkübertragung angeboten, das erste transatlantische Tiefseekabel wurde erst 1956 mit TAT-1 in Betrieb genommen.

### Monopolstellung
Am 30. Dezember 1899 kaufte die American Telephone and Telegraph Corporation das Anlagevermögen von American Bell auf und errichtete damit das amerikanische Telefonmonopol. Dieses wurde als Bell System bezeichnet, da Bell sich schrittweise alle Unternehmen angeeignet hatte, die Rechte an seiner Telefontechnologie besaßen.
Der Telefonmarkt war im frühen 20. Jahrhundert sehr vom Wettbewerb gekennzeichnet. Der AT&T-Vorsitzende Theodore Vail stellte 1907 die Behauptung auf, dass ein Monopol leistungsfähiger sei. Die amerikanische Bundesregierung übernahm diese Idee zum ersten Mal im Kingsbury Commitment von 1913.
Über weite Teile des 20. Jahrhunderts genoss die AT&T-Tochtergesellschaft AT&T Long Lines nahezu ein Monopol auf Ferngespräche in den USA. AT&T kontrollierte außerdem 22 Bell Operating Companies, die einen Großteil der lokalen Telefonnetze stellten. Es gab zwar in den USA auch eine Menge „unabhängiger“ Telefongesellschaften (eine der bedeutendsten war General Telephone), aber das Bell-System war sehr viel größer und wurde gemeinhin als Monopol angesehen.
Während der frühen 1920er Jahre kaufte AT&T Lee De Forests Patente auf das Audion, die ersten Vakuumröhren, die ihnen das Tor zum Radiogeschäft öffneten. Dank des Drucks durch den Ersten Weltkrieg waren alle brauchbaren Patente auf Vakuumröhren in den Besitz von AT&T und RCA übergegangen. RCA interessierte sich für den Einsatz drahtloser Kommunikation; AT&T verfolgte den Einsatz von Röhren in Signalverstärkern im Telefonbereich. Einige der Patent-Verbündeten und Partner der RCA reagierten aufgebracht, als deutlich wurde, dass sich die Forschung der beiden Unternehmen in manchen Bereichen überschnitt; es gab eine Menge Patent-Anfechtungen.
AT&T, RCA, ihre Patent-Verbündeten und Partner beendeten ihre Auseinandersetzung schließlich 1926 mit einem Vergleich. AT&T entschied, sich auf das Telefongeschäft zu konzentrieren, und verkaufte schließlich seine Rundfunk-Tochtergesellschaft Broadcasting Company of America an RCA. Der Bestand umfasst auch den Sender WEAF, der zeitweise auch vom AT&T-Hauptquartier in New York gesendet hatte. Im Gegenzug unterschrieb RCA eine Vereinbarung mit AT&T, die zusicherte, dass jeder neue Radiosender von RCA Übertragungsverbindungen von AT&T besitzen würde. Beide Unternehmen entschieden sich zum gegenseitigen Lizenzieren ihrer Patente, was diesen Teil der Auseinandersetzung beendete. RCA, GE und Westinghouse konnten nun ihre Vermögen zusammenschließen und die National Broadcasting Company (NBC Network) bilden.
Gemeinnützige Kommissionen und lokale Verwaltungen verfügten über das Bell-System und alle anderen Telefongesellschaften. Die Federal Communications Commission (FCC) regulierte alle Dienste, die über Staatsgrenzen hinweg agierten. Diese Kommissionen beschlossen, welche Gebühren die Unternehmen erheben und welche Dienstleistungen und Ausrüstung sie anbieten durften. AT&T beteiligte sich am technologischen Fortschritt. Zum Beispiel stellte AT&T 1962 den ersten kommerziellen Kommunikationssatelliten, Telstar I, in Betrieb. Diese und andere neue Technologien überzeugten die FCC, in manchen Bereichen Wettbewerbe auszuschreiben, und nach 1975 konkurrierten verschiedene Fernsprechdienste miteinander.

### Kartellverfahren
1974 wurde vom U.S. Justizministerium ein Antitrust-Verfahren gegen AT&T eingereicht. Reste des Telefonmonopols bestanden bis zur endgültigen Einigung am 8. Januar 1982, bei der AT&T sich bereit erklärte, ihre Tochtergesellschaften abzustoßen, die die lokalen Vermittlungsdienste betrieben. Am 1. Januar 1984 wurden AT&Ts lokale Netzbetreiber in sieben unabhängige Regional Bell Operating Companies, auch bekannt als Baby Bells, aufgeteilt. Deren Namen waren Ameritech, Bell Atlantic, BellSouth, NYNEX, Pacific Telesis, Southwestern Bell und US West. AT&T, welches so etwa 70 Prozent seines Wertes verlor, setzte sein Geschäft mit seinen Fernsprechdiensten fort. Seit dieser Aufteilung hat der amerikanische Telefonmarkt eine Menge Reorganisation, weitere Aufteilungen, Zusammenschließungen und Aufkäufe durchlebt.
1991 kaufte AT&T die NCR Corporation (NCR) auf, um diese 1996 wieder abzustoßen und freiwillig einen Großteil der AT&T-Gerätehersteller abzuspalten und die renommierten Bell Laboratories in Lucent Technologies zu verwandeln.
AT&T konzentriert sich wieder auf Telekommunikations-Dienstleistungen, kaufte bedeutende Kabelfernsehbetreiber auf, u. a. John Malones TCI Corp. und Media One, und erwarb dadurch einen 25-%-Anteil an Time Warner Cable. AT&T war der größte Kabelfernsehbetreiber in den USA und beabsichtigte damit die „letzte Meile“ zum Konsumenten zu überbrücken. Dies hätte das Zugangsmonopol der Regional Bell Companies auf Daten- und Videodienstleistungen in die Haushalte gebrochen. Aber fallende Fernsprechgebühren und ein nachgebender Markt für Telekommunikationsdienste machten es AT&T unmöglich, die Verbindlichkeiten durch die Aufkäufe zu tragen und AT&T musste schließlich seine Pläne ändern. 2002 verkaufte AT&T seine Kabelfernsehsparte an Comcast Communications Corporation.
2001 gliederte AT&T offiziell AT&T Wireless aus dem Unternehmen aus, wodurch dies zur größten öffentlichen Erstemission der Welt wurde.

### Neue AT&T
2005 wurde das Restunternehmen AT&T um über 16 Mrd. Dollar durch das ehemalige Tochterunternehmen SBC Communications (Southwestern Bell Corporation) übernommen. Der neue Konzern entschied sich, den traditionsreichen Namen AT&T als Gesamtgesellschaft zu übernehmen.
2006 verkündete die neue AT&T, die vor über 20 Jahren abgespaltene Baby-Bell-Gesellschaft BellSouth um fast 70 Mrd. Dollar übernehmen zu wollen. Bei einem Zustandekommen des Geschäfts würde die Gesellschaft den Konkurrenten Verizon Communications überholen und wieder zum weltgrößten Telekommunikationsunternehmen aufsteigen. Hierfür bekam sie am 29. Dezember 2006 die Freigabe der US-Aufsichtsbehörde FCC.
Im Juni 2007 übernahm AT&T die US-Mobilfunkfirma Dobson Communications Corporation um 2,8 Milliarden Dollar (2,0 Mrd. Euro).
Im August 2007 wurde bekannt, dass das Unternehmen die Verbreitung von Kritik an der Bush-Regierung über das eigene Internet-Netz zensiert habe. Aufgefallen war dies bei einem Konzert von Pearl Jam, wo etwa George Bush, find yourself another home herausgeschnitten wurde. Daraufhin gab das Unternehmen zu, dass es bereits zuvor zu solchen Vorfällen gekommen war.
Im März 2011 kündigte AT&T den Kauf von T-Mobile USA von der Deutschen Telekom um 39 Mrd. Dollar an: davon 25 Milliarden in bar, der Rest in AT&T-Aktien. Die Deutsche Telekom wäre dadurch mit zirka 8 % der Anteile zum größten Minderheitsaktionär aufgestiegen. Gegen den Verkauf klagte jedoch das US-Justizministerium bei der US-Wettbewerbsbehörde FTC mit Erfolg. AT&T musste daher an die Deutsche Telekom eine Vertragsauflösungsstrafe („breakup fee“) in der Gesamthöhe von rund 6 Mrd. US-$ leisten, die unter anderem die Zahlung von drei Milliarden Dollar umfasste. Breakup fees betragen üblicherweise 1 bis 5 % des geplanten Transaktionsvolumens. 6 Mrd. US-$ waren hingegen 15 % und damit ungewöhnlich hoch.
Im Mai 2014 legte AT&T ein Angebot zur Übernahme von DirecTV vor. Um kartellrechtliche Probleme zu vermeiden, verkaufte AT&T im Gegenzug seine Beteiligung in Höhe von 8 % an América Móvil.
Im Oktober 2016 vereinbarte AT&T die Übernahme von Time Warner bis Ende 2017 zu einem Preis von 85 Milliarden Dollar (78 Milliarden Euro). Inklusive übernommener Schulden beträgt der Kaufpreis 108,7 Milliarden Dollar.
Am 14. Juni 2018 bestätigte AT&T die Fusion mit Time Warner, zu dem u. a. Warner Bros, der Nachrichtensender CNN und der Bezahlsender HBO gehören. Die Regierung hatte zunächst eine Kartellrechtsklage gegen die Fusion eingelegt, weil sie eine zu große Marktmacht und Nachteile für Wettbewerber und Kunden befürchtete. Richter Richard Leon vom zuständigen Gericht in Washington hatte am 12. Juni bereits die Fusion ohne Auflagen genehmigt.
Am 17. Mai 2021 gab AT&T eine Vereinbarung bekannt, seine Tochtergruppe WarnerMedia abzuspalten und sie mit Discovery, Inc. zusammenzuschließen, wodurch der nach Umsatz zweitgrößte Medienkonzern der Welt hinter Disney entsteht. Daraus resultierte Warner Bros. Discovery.

## Spitznamen
American Telephone and Telegraph war auch als Ma Bell bekannt und wurde von Telefon-Phreaks auch liebevoll MOTHER genannt. Tochterfirmen wie die Regional Bell Operating Companies (RBOC) wurden oft auch als Baby Bells bezeichnet.

## Zusammenarbeit mit der NSA
In den von Edward Snowden offenbarten Unterlagen ist ersichtlich geworden, dass die NSA seit 2003 in dem Konzern einen „extrem behilflichen Partner“ sieht, wenn es darum geht, Nutzerdaten über Programme wie FAIRVIEW zur Verfügung zu stellen.